# Harrison Afful
Harrison Afful (Kumasi, Ashanti, Ghana, 24 de junio de 1986) es un exfutbolista ghanés. Jugaba en la demarcación de defensa y  su último equipo fue Michigan Stars F. C. de la NISA.

## Selección nacional
Ha sido internacional con la selección de fútbol de Ghana en 84 ocasiones. Su debut internacional se dio el 9 de febrero de 2008 en la Copa Africana de Naciones 2008 donde Ghana obtuvo el tercer lugar.
El 12 de mayo de 2014 el entrenador de la selección de Ghana, Akwasi Appiah, incluyó a Afful en la lista preliminar de 26 jugadores preseleccionados para la Copa Mundial de Fútbol de 2014. Semanas después, el 1 de junio, fue ratificado en la lista final de 23 jugadores que viajaron a Brasil.

### Participaciones con la selección
| Torneo                                  | Sede              | Resultado     |
| --------------------------------------- | ----------------- | ------------- |
| Copa Africana de Naciones 2008          | Ghana             | Tercer puesto |
| Campeonato Africano de Naciones de 2009 | Costa de Marfil   | Subcampeón    |
| Copa Africana de Naciones 2010          | Angola            | Subcampeón    |
| Copa Africana de Naciones 2013          | Sudáfrica         | Cuarto puesto |
| Copa Mundial de Fútbol de 2014          | Brasil            | Primera fase  |
| Copa Africana de Naciones 2015          | Guinea Ecuatorial | Subcampeón    |
| Copa Africana de Naciones 2017          | Gabón             | Cuarto puesto |

## Clubes
| Club                         | País           | Año       |
| ---------------------------- | -------------- | --------- |
| Feyenoord Ghana              | Ghana          | 2005-2007 |
| Asante Kotoko S. C. (cesión) | Ghana          | 2007-2009 |
| Espérance de Tunis           | Túnez          | 2009-2015 |
| Columbus Crew                | Estados Unidos | 2015-2021 |
| Charlotte F. C.              | Estados Unidos | 2022-2023 |
| Michigan Stars F. C.         | Estados Unidos | 2024-     |

## Palmarés

### Títulos nacionales
| Título                               | Club                | País  | Año     |
| ------------------------------------ | ------------------- | ----- | ------- |
| Liga de fútbol de Ghana              | Asante Kotoko S. C. | Ghana | 2008    |
| Championnat de Ligue Profesionelle 1 | Espérance de Tunis  | Túnez | 2008-09 |
| Championnat de Ligue Profesionelle 1 | Espérance de Tunis  | Túnez | 2009-10 |
| Championnat de Ligue Profesionelle 1 | Espérance de Tunis  | Túnez | 2010-11 |
| Copa de Túnez                        | Espérance de Tunis  | Túnez | 2011    |

### Títulos internacionales
| Título                      | Club               | País  | Año  |
| --------------------------- | ------------------ | ----- | ---- |
| Liga de Campeones de la CAF | Espérance de Tunis | Túnez | 2011 |